# Байда Михайло Олександрович
Миха́йло Олекса́ндрович Ба́йда (1983, м. Харків — 15 жовтня 2022, с. П'ятихатки) — український військовослужбовець, лейтенант Збройних сил України, відзначився у ході російського вторгнення в Україну, учасник російсько-української війни.

## Життєпис
Народився 1983 року в м. Харків. Закінчив НТУ «Харківський політехнічний інститут», здобув вищу освіту за спеціальністю «Інженерна механіка». Останні роки працював менеджером зі збуту в ТОВ «БЕЛЛА-ТРЕЙД». Весь вільний час проводив з дружиною, донькою, батьками та друзями.
Під час повномасштабної війни, у квітні 2022 року, долучився до лав Збройних сил України. Ніс службу у 128-й окремій гірсько-штурмовій бригаді. Обіймав посаду командира танкового взводу.

## Загибель
Загинув під час штурмових дій на Херсонщині, прийняв свій останній бій у районі села П'ятихатки. Похований у Харкові.

## Нагороди
- Орден Богдана Хмельницького ІІІ ступеня (12 лютого 2024, посмертно) — за особисту мужність, виявлену у захисті державного суверенітету та територіальної цілісності України, самовіддане виконання військового обов'язку[2]